# تاریخ زمین‌شناسی اکسیژن

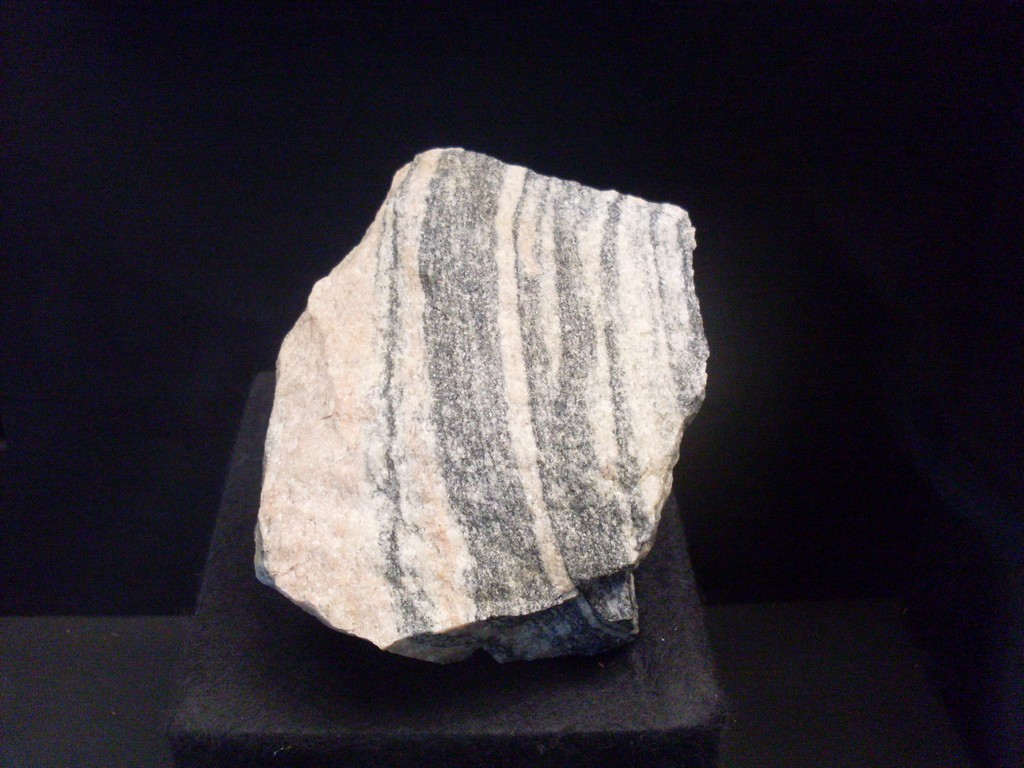
قطعه‌ای از گنیس اکاستا کهن‌ترین سنگ شناخته شده (۴ بیلیون سال) که در موزهٔ تاریخ طبیعی در وین به نمایش گذاشته شده

تاریخ زمین‌شناسی اکسیژن، یا تاریخ اثرگذاری اکسیژن بر زمین‌شناسی این سیاره پس از رویداد بزرگ پایداری اکسیژن در هواکرهٔ زمین است. قبل از تکامل یافتن فرایند فتوسنتز، در جو زمین اکسیژن آزاد (O2) بسیار ناچیز بود یا وجود نداشت.
پیش از  تکامل یافتن فتوسنتز، جو زمین بدون اکسیژن آزاد (O2) بود. موجودات پروکاریوتی که با فتوسنتز اکسیژن آزاد را به عنوان یک محصول زائد تولید می‌کنند مدت‌ها قبل از انبار شدن اکسیژن آزاد در هواکره، به وجود آمده و زندگی می‌کردند، شاید نزدیک به ۳٫۵ بیلیون سال پیش. اکسیژنی را که آن‌ها در آن زمان تولید می‌کردند به سرعت به وسیلهٔ مواد معدنی، به ویژه آهن و دیگر پدیده‌ها برداشت می‌شد. این زنگ زدگی گسترده منجر به رسوب اکسید آهن در کف اقیانوس‌ها، و تشکیل ترکیبات و لایه‌های سنگ‌های آهن شد. اکسیژن تنها حدود ۵۰ میلیون سال پیش از شروع رویداد بزرگ اکسیژنی شروع به ماندن و انبار شدن در جو در اندازه‌های کوچک کرد.
این رویداد اکسیژنی شدن جو سبب انباشته‌شدن سریع اکسیژن آزاد شد. با نرخ فعلی تولید اولیه، غلظت امروز اکسیژن در هوا را می‌توان با موجودات فتوسنتز در ۲۰۰۰ سال تولید کرد. در نبودن گیاهان، میزان تولید اکسیژن توسط فتوسنتز در پرکامبرین کندتر بود، و غلظت O2 به دست آمده از ۱۰٪ امروز کمتر و احتمالاً تا حد زیادی در نوسان بوده‌است. اکسیژن حتی ممکن است دوباره در حدود ۱۹۰۰ میلیون سال پیش دوباره ناپدید شده باشد.